# 6656 Yokota
A 6656 Yokota (ideiglenes jelöléssel 1992 FF) a Naprendszer kisbolygóövében található aszteroida. Kin Endate és Vatanabe Kazuró fedezte fel 1992. március 23-án.